# Society Hill Towers
Las Society Hill Towers son un complejo de condominios compuesto por tres edificios ubicado en el vecindario de Society Hill, en Filadelfia, Pensilvania. El complejo consta de tres rascacielos de 31 pisos con un total de 624 unidades, situados en un terreno de 5 acres (2,0 hectáreas). Las torres fueron diseñadas por I. M. Pei and Associates y están construidas con hormigón moldeado in situ, destacándose por sus ventanas de piso a techo en cada apartamento. Completadas en 1964, las unidades originalmente eran apartamentos de alquiler, pero se convirtieron en condominios en 1979.

## Historia
A finales de la década de 1950, Society Hill era considerado un vecindario marginal que fue identificado para su renovación por la Comisión de Planificación Urbana de Filadelfia y la Autoridad de Reurbanización. Entre 1957 y 1959, el Greater Philadelphia Movement, la Autoridad de Reurbanización y la Old Philadelphia Development Corporation adquirieron 31 acres (130,000 m²) alrededor de Dock Street. Este proceso incluyó la reubicación y demolición del mercado Dock Street, reservando 5 acres (20,000 m²) para lo que se convertiría en las Society Hill Towers.
En 1957, Edmund Bacon, director ejecutivo de la Comisión de Planificación Urbana de Filadelfia, otorgó a la firma Webb and Knapp el proyecto para la renovación de Society Hill. El arquitecto I. M. Pei y su equipo diseñaron el plan para las tres torres de 31 pisos junto con un proyecto residencial de baja altura llamado Society Hill Townhouses. El proyecto se completó en 1964, mientras que el plan general concluyó en 1977.
Los edificios fueron incluidos en el Registro Histórico de Filadelfia el 10 de marzo de 1999.